# Емма Чеська

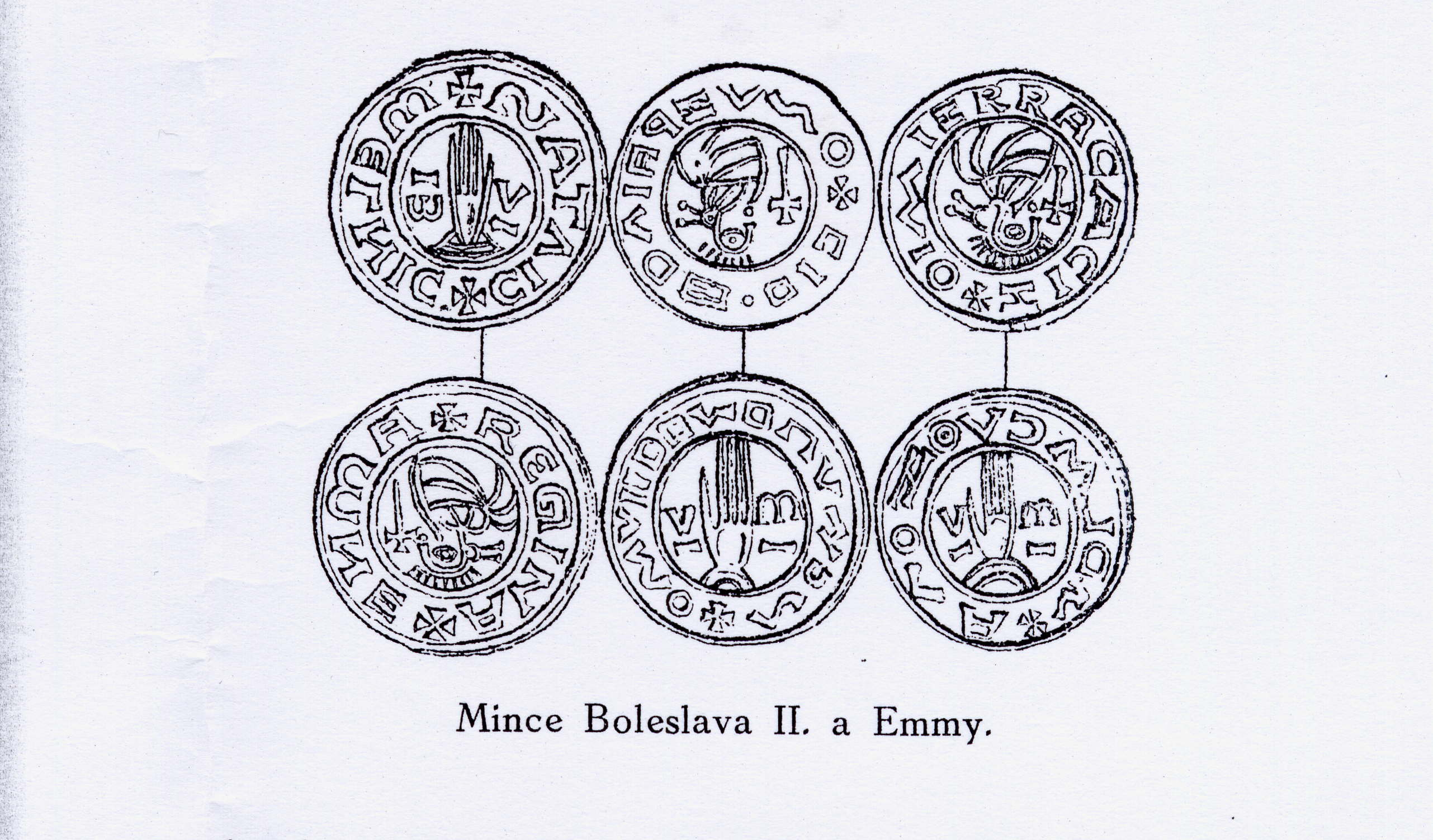
Монети Емми (ліворуч) та Болеслава II (в центрі і праворуч)

Емма Чеська (чеськ. Emma Czesk; нар. не раніше 950 — 1006, Мельник) — княгиня Чехії. До 1002 року жила в Чехії, як дружина, а потім вдова чеського князя Болеслава II, в празьких Градчанах. За часів початку в Чехії смутного часу і загострення боротьби за владу, Емма залишила країну і два роки провела при дворі Східного франкського короля і імператора Священної Римської імперії Генріха II. Протягом останніх двох років життя княгиня прожила в своєму володінні в Мельнику.

## Життєпис
Емма, єдина з відомих на ім'я дружин чеського князя Болеслава II, який успадковував трон свого батька Болеслава I в 972  році. Імовірно, князь Болеслав II був неодноразово одружений, можливо також, що він був полігамним. Відомо, що Болеслав ІІ мав чотирьох синів, але хто з них був сином Емми, наразі невідомо. Першою вказує ім'я дружини Болеслава «Чеська хроніка» Козьми Празького — один раз в запису, що відноситься до 998 року і повідомляє про шляхетне походження Емми, іншим разом — за  999  рік і вказує на неї як одну з присутніх осіб при передсмертному зверненні Болеслава II.
Після смерті чоловіка становище Емми в Чехії стало вкрай складним. Болеслав III, який успадкував батьків престол, наказав каструвати свого брата Яромира, інший його брат, Олдржих, ледве уникнув смерті при замаху на нього. Емма була змушена втікати з двома молодшими синами в Регенсбург, шукати захисту при дворі короля Німеччини, майбутнього імператора Генріха II. Однак незабаром Болеслав III був позбавлений влади. У 1002—1004 роках в Чехії тривали міжусобиці.
У січні 1003 року вельможі Чехії закликали членів князівської родини повернутися до Праги, а Яромиру — зайняти трон Пржемисловичів. Однак через кілька днів після повернення Емми і Яромира в Чехію вторглися війська польського короля Болеслава І Хороброго і Емма знову повернулася до Баварії. Лише в 1004 році, за допомогою німецьких військ, Яромиру вдалося увійти до Праги. Тоді повернулася, вже остаточно, до Чехії і Емма. Вона оселилася в замку Мельник, який був, мабуть, переданий їй за заповітом Болеславом II. У більш пізні часи Мельник також залишався «вдовиним володінням» чеських княгинь і королев. Найстаршою будівлею в цьому місті є соборна церква св. Петра, зведена близько 1000 року, тобто за часів княгині Емми.
У 1006 року княгиня Емма померла від хвороби, яка перебігала з гарячкою. Гробниця її не збереглася, можливо вона знаходиться під ранніми похованнями чеських князів у Градчанах.